# Liste der Orte in der Gemeinde Liquiçá

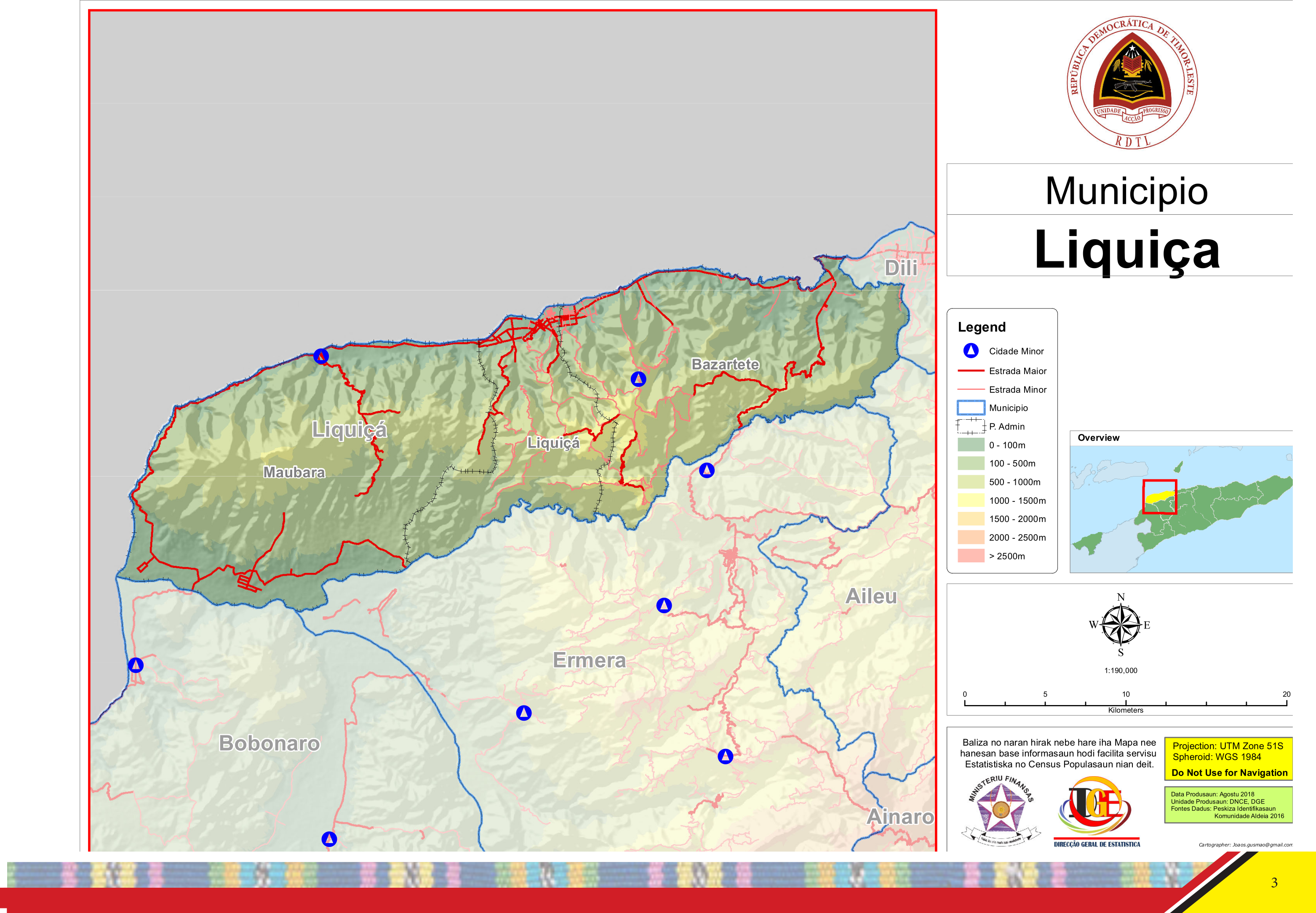
Die Gemeinde Liquiçá in Osttimor

Die Liste der Orte in der Gemeinde Liquiçá gibt an, welche Ortschaften in jedem Suco der osttimoresischen Gemeinde Liquiçá liegen.

## Landkarten der Verwaltungsämter

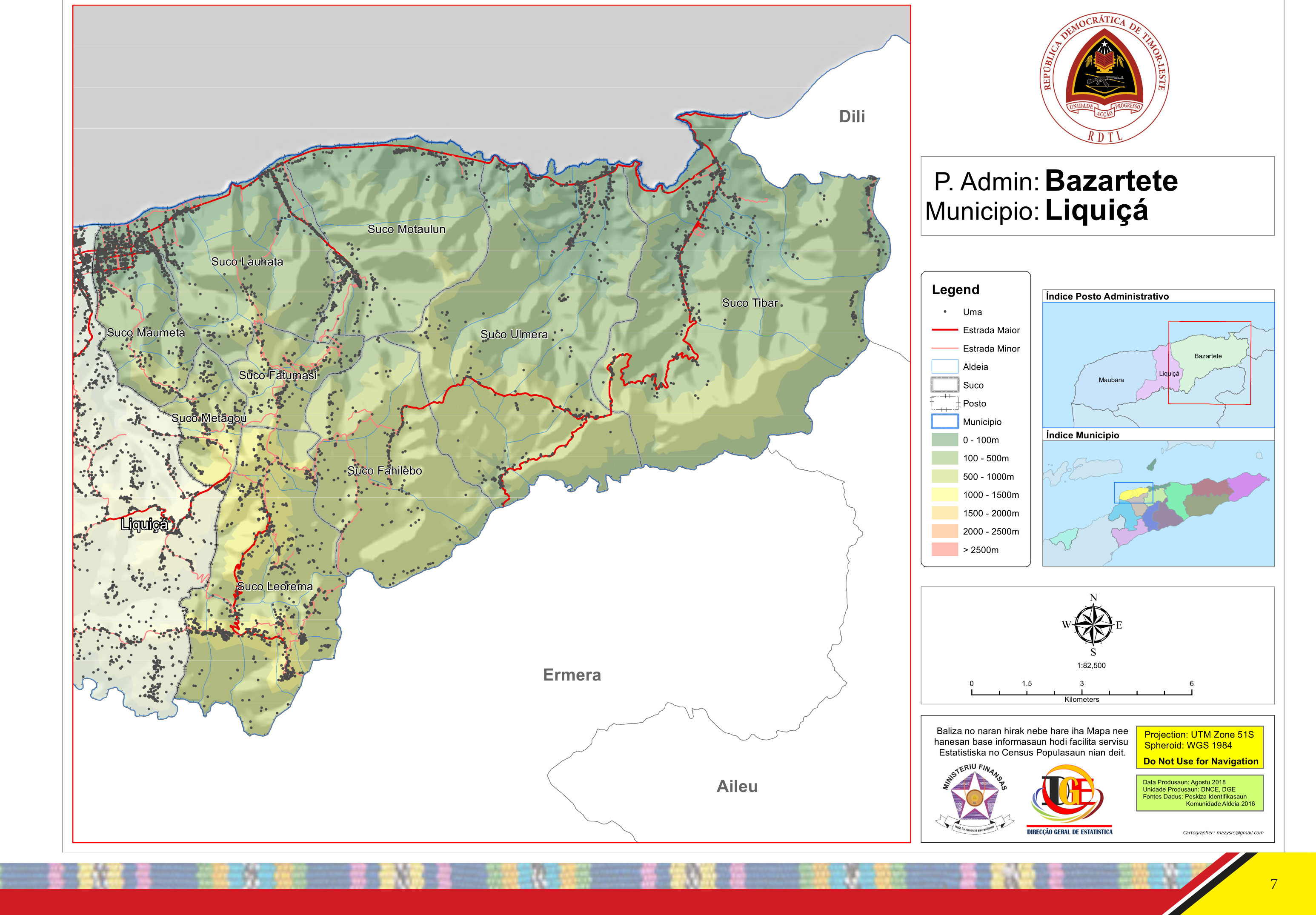
Verwaltungsamt Bazartete
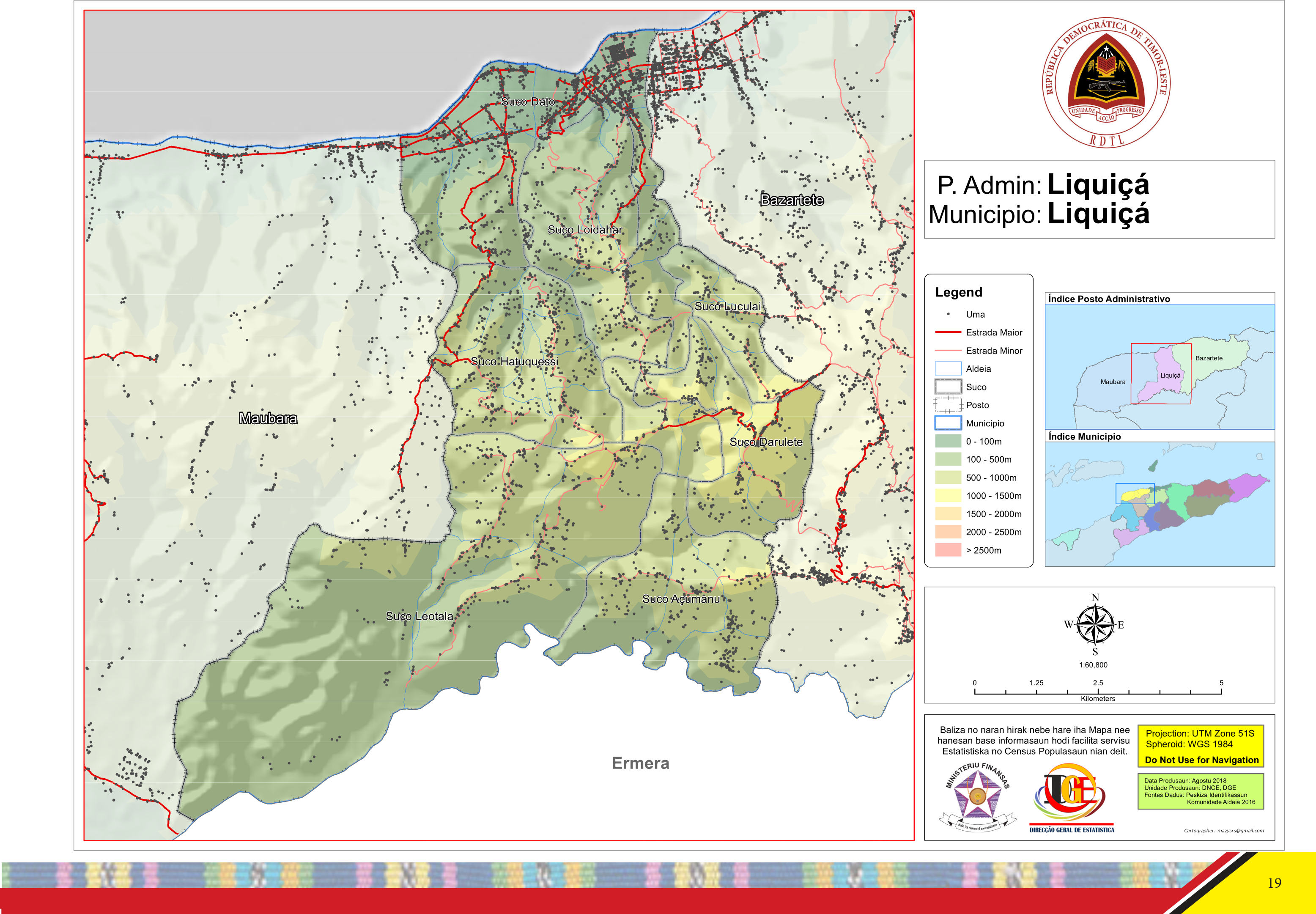
Verwaltungsamt Liquiçá
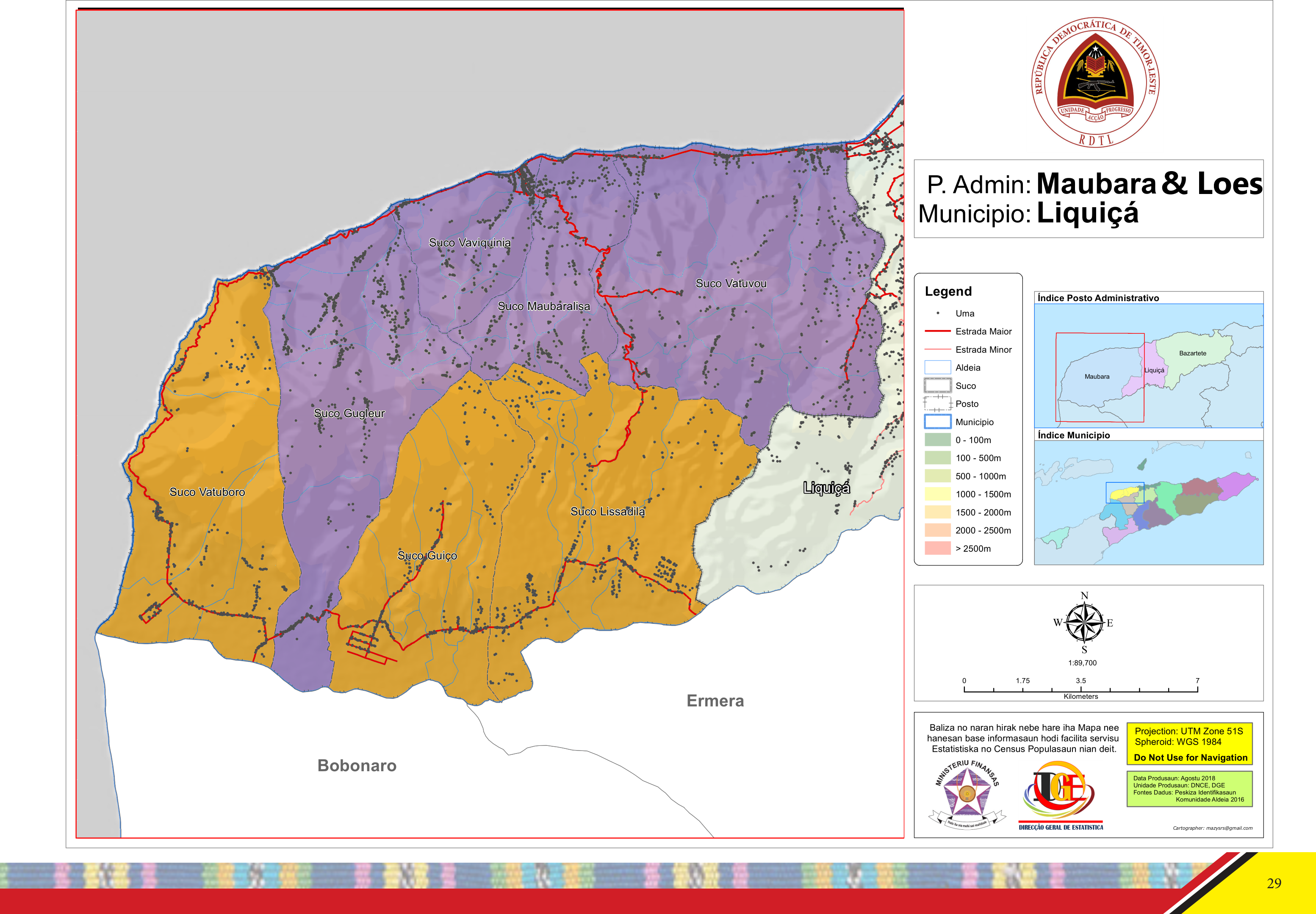
Die Verwaltungsämter Loes (orange) und Maubara (lila)

## VerwaltungsamtBazartete

### SucoFahilebo

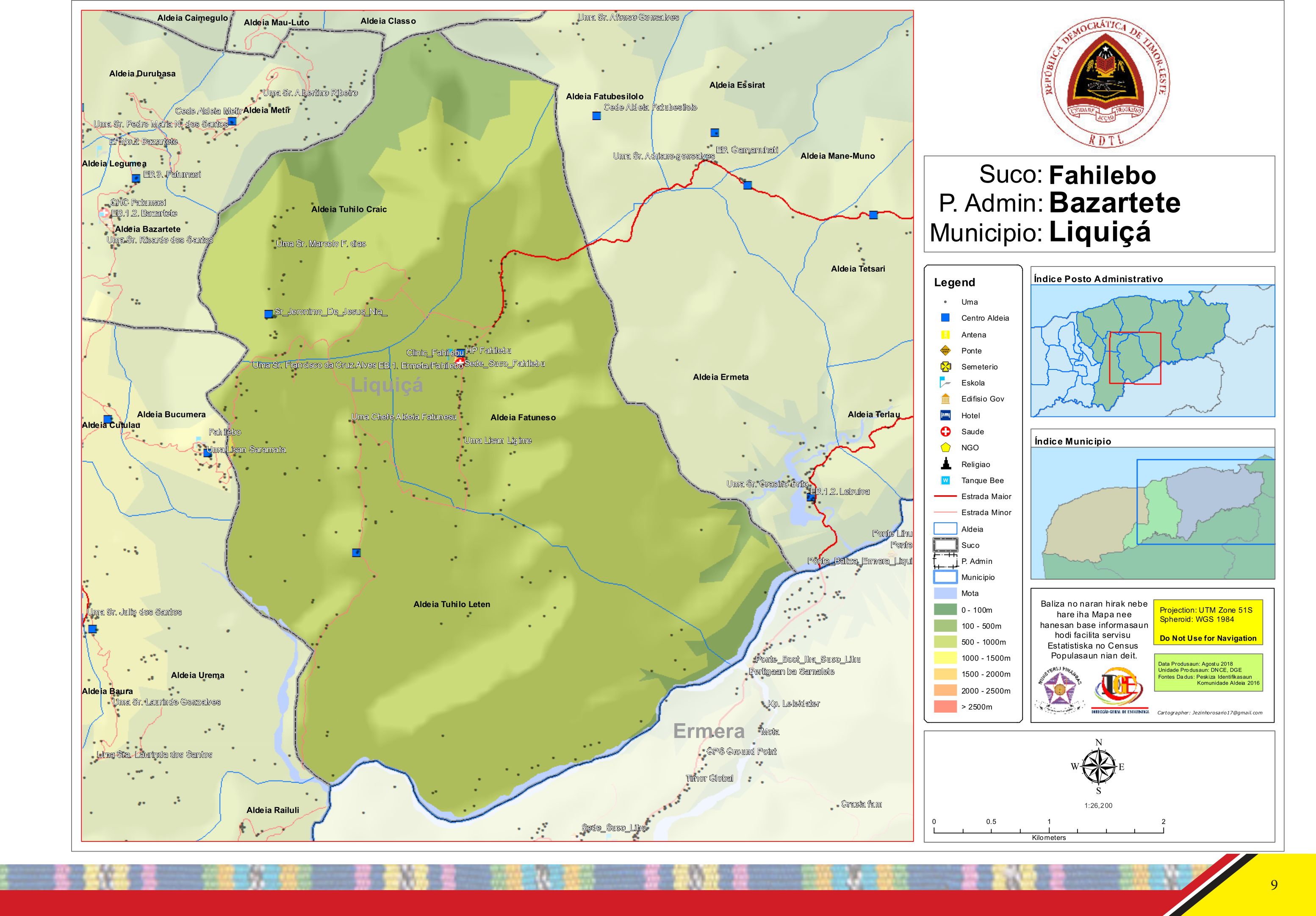
Der Suco Fahilebo

- Fatuneso
- Tuhilo Craic
- Tuhilo Leten

### SucoFatumasi

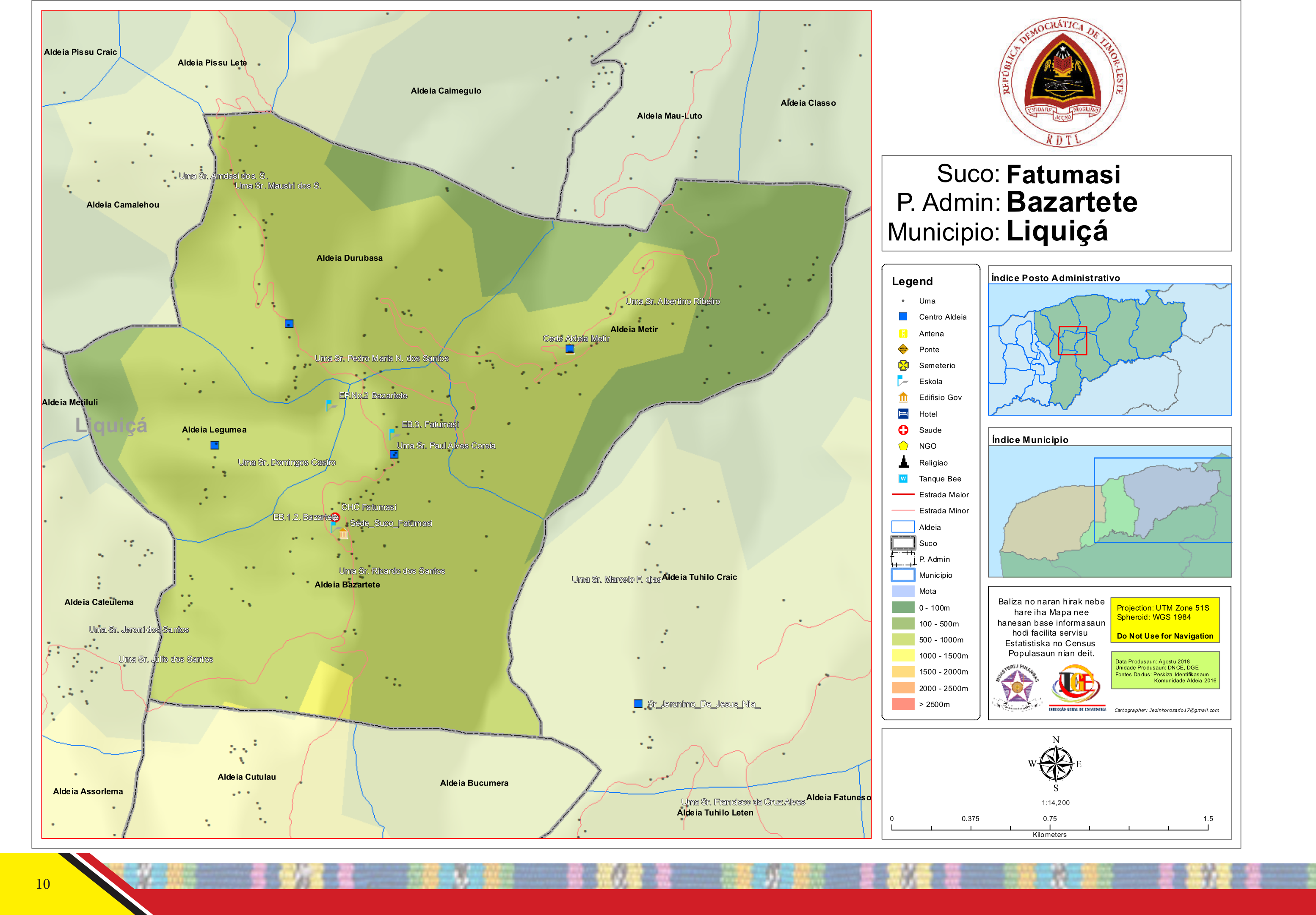
Der Suco Fatumasi

- Bazartete
- Durubasa
- Fatumasi
- Legumea
- Metir

### SucoLauhata

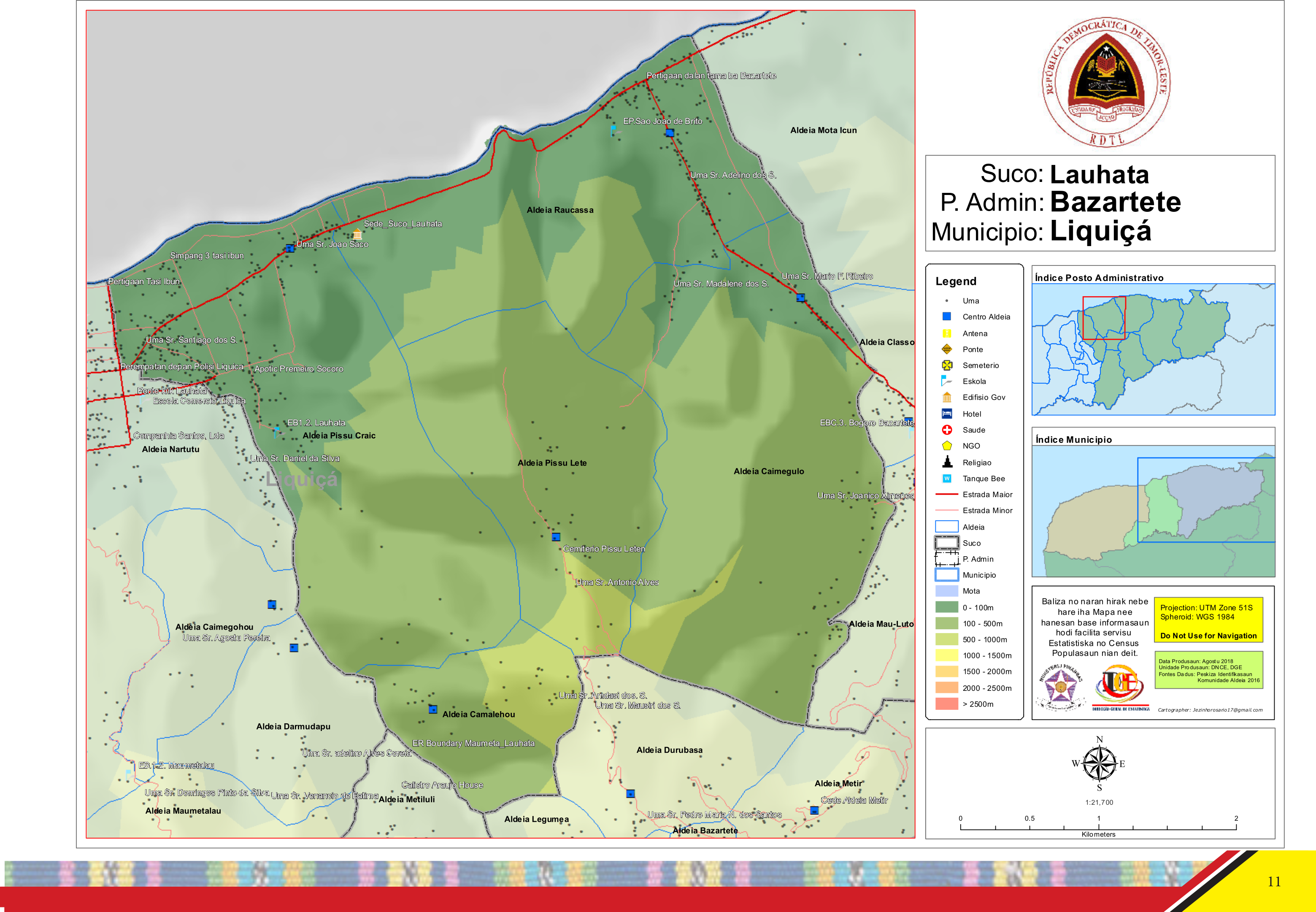
Der Suco Lauhata

- Caimegi
- Caimegulo
- Camalehou
- Kumahu
- Pissu Craic
- Pissu Leten
- Raucassa
- Sabayana
- Vila de Liquiçá (Ortsteil)

### SucoLeorema

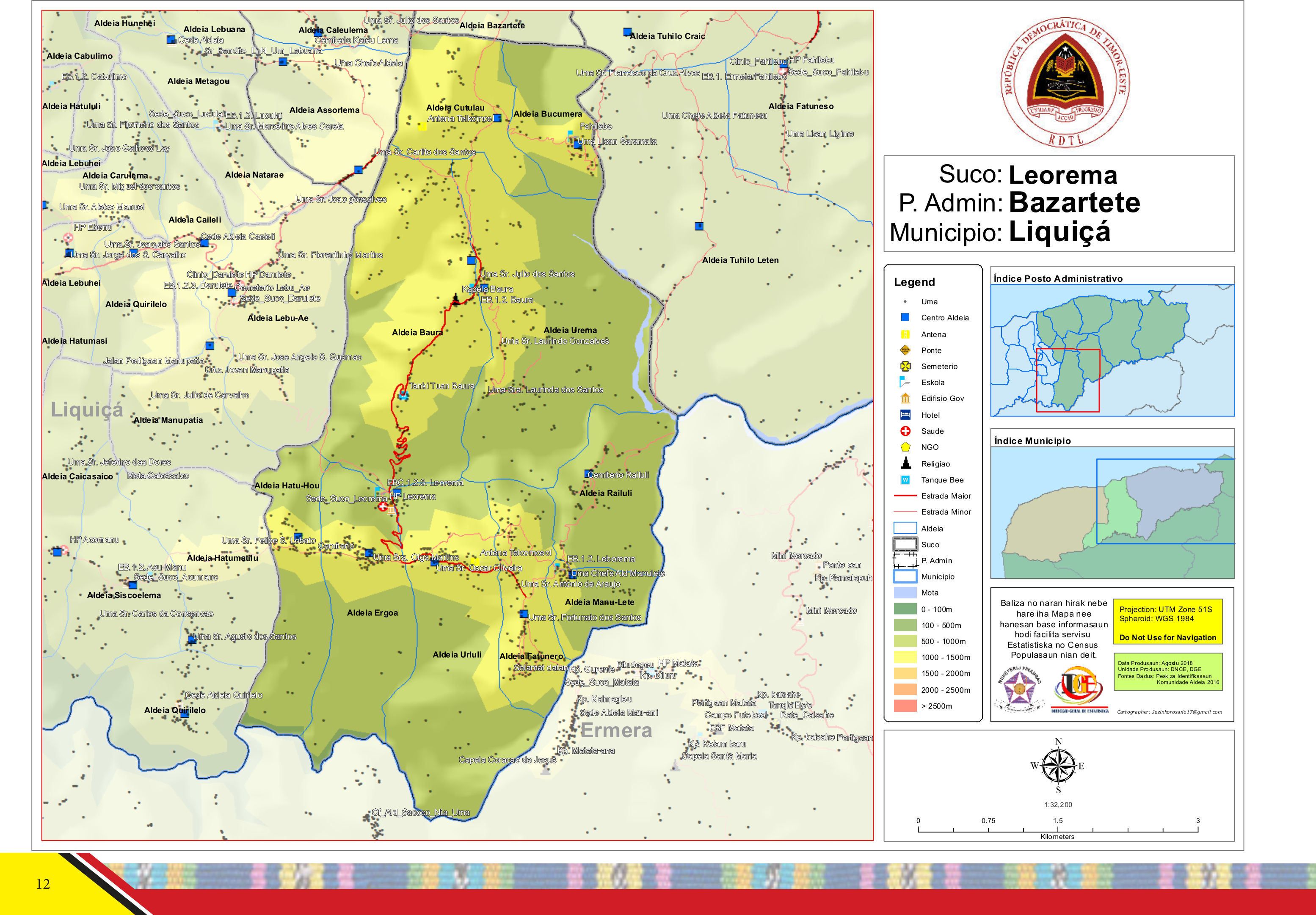
Der Suco Leorema

- Baura
- Buku Mera
- Cutulau
- Ecapo
- Ergoa
- Fatunero
- Hatu-Hou
- Manu-Lete
- Railuli
- Urema
- Urluli

### SucoMaumeta

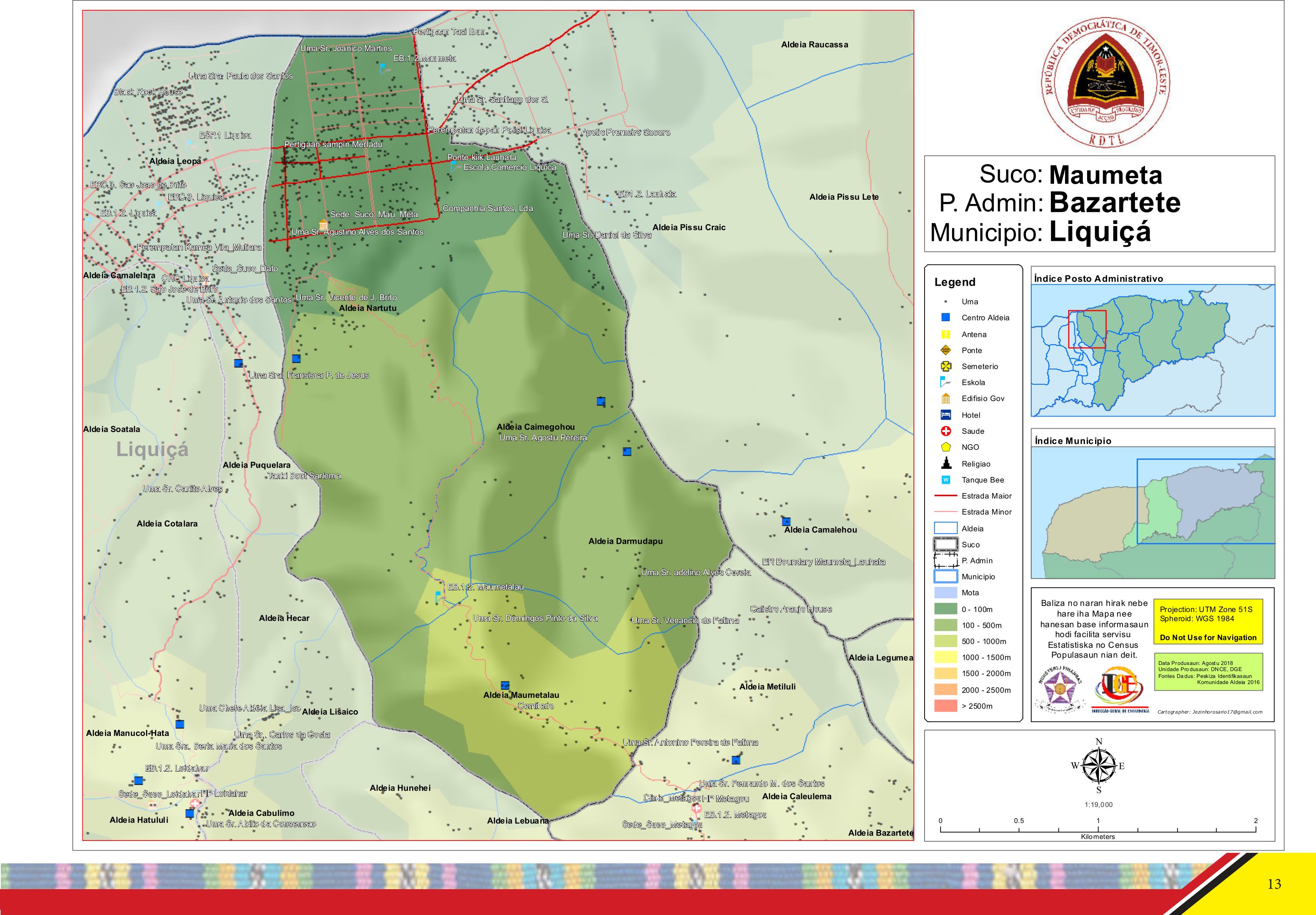
Der Suco Maumeta

- Caimegohou
- Darmudapu
- Kailelilema
- Nartutu
- Vila de Liquiçá (Ostteil)

### SucoMetagou

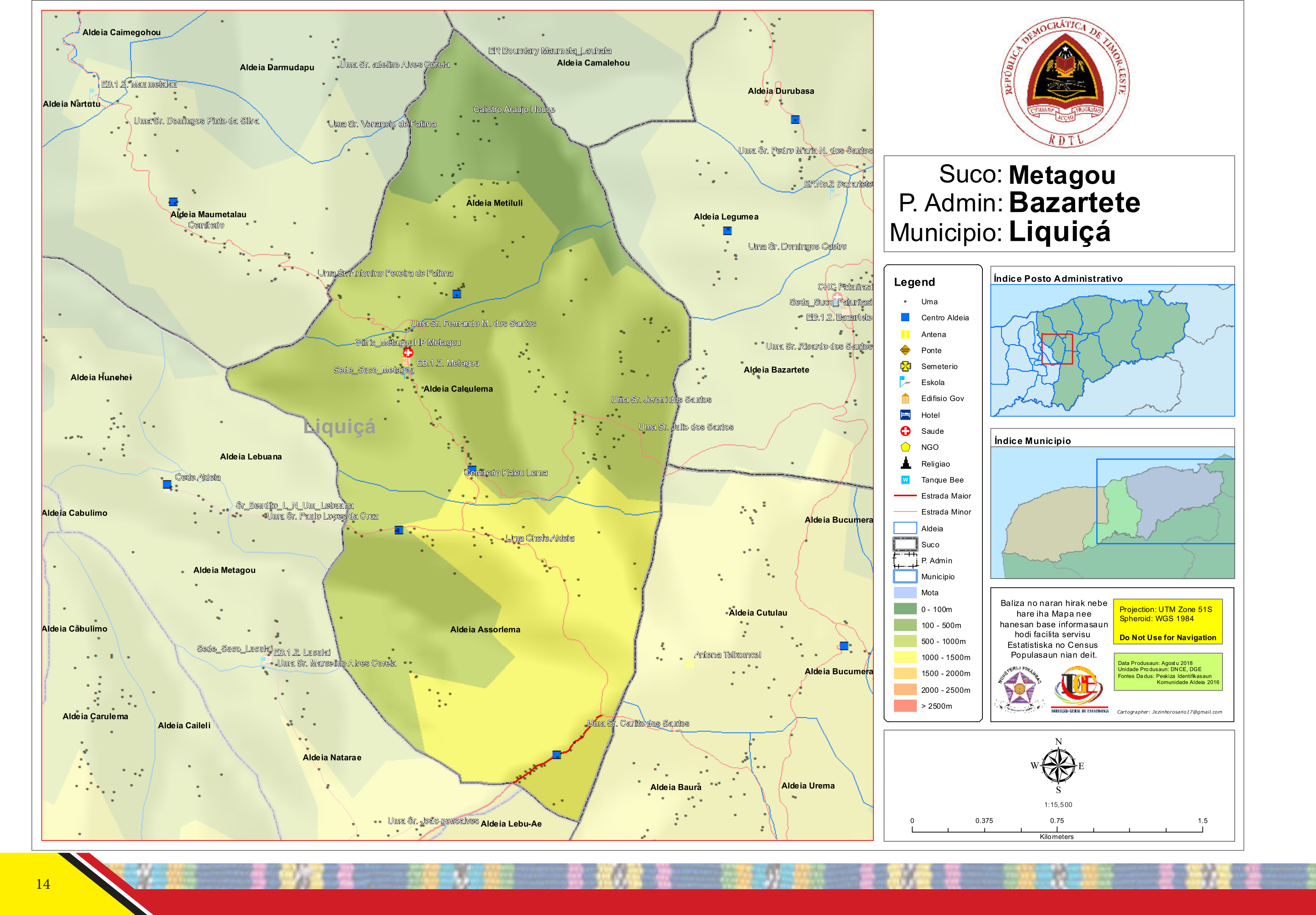
Der Suco Metagou

- Assorlema
- Caleulema
- Metaluli

### SucoMotaulun

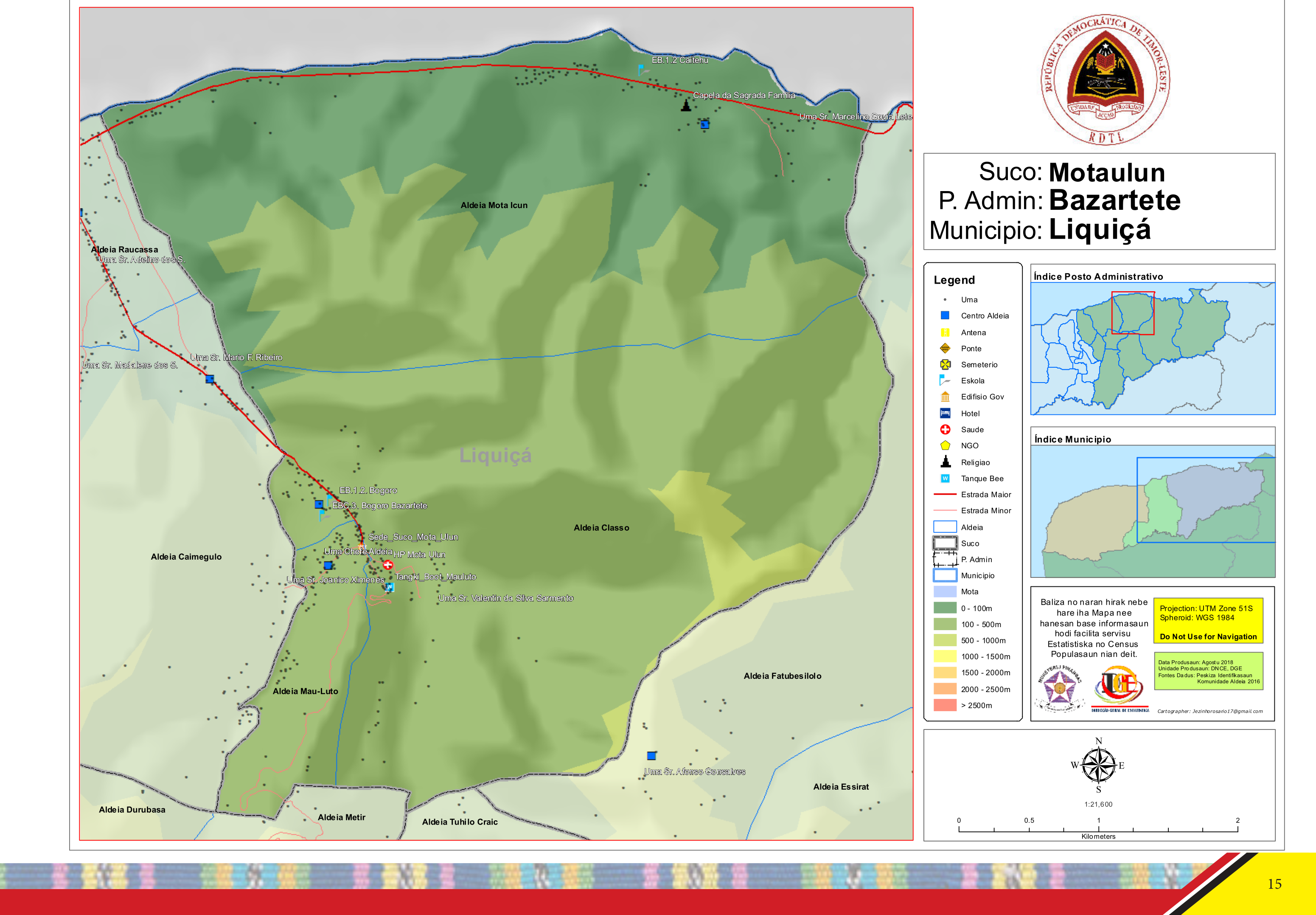
Der Suco Motaulun

- Bogoro
- Fahite
- Kaiteho
- Mau-Luto
- Mota Icun

### SucoTibar

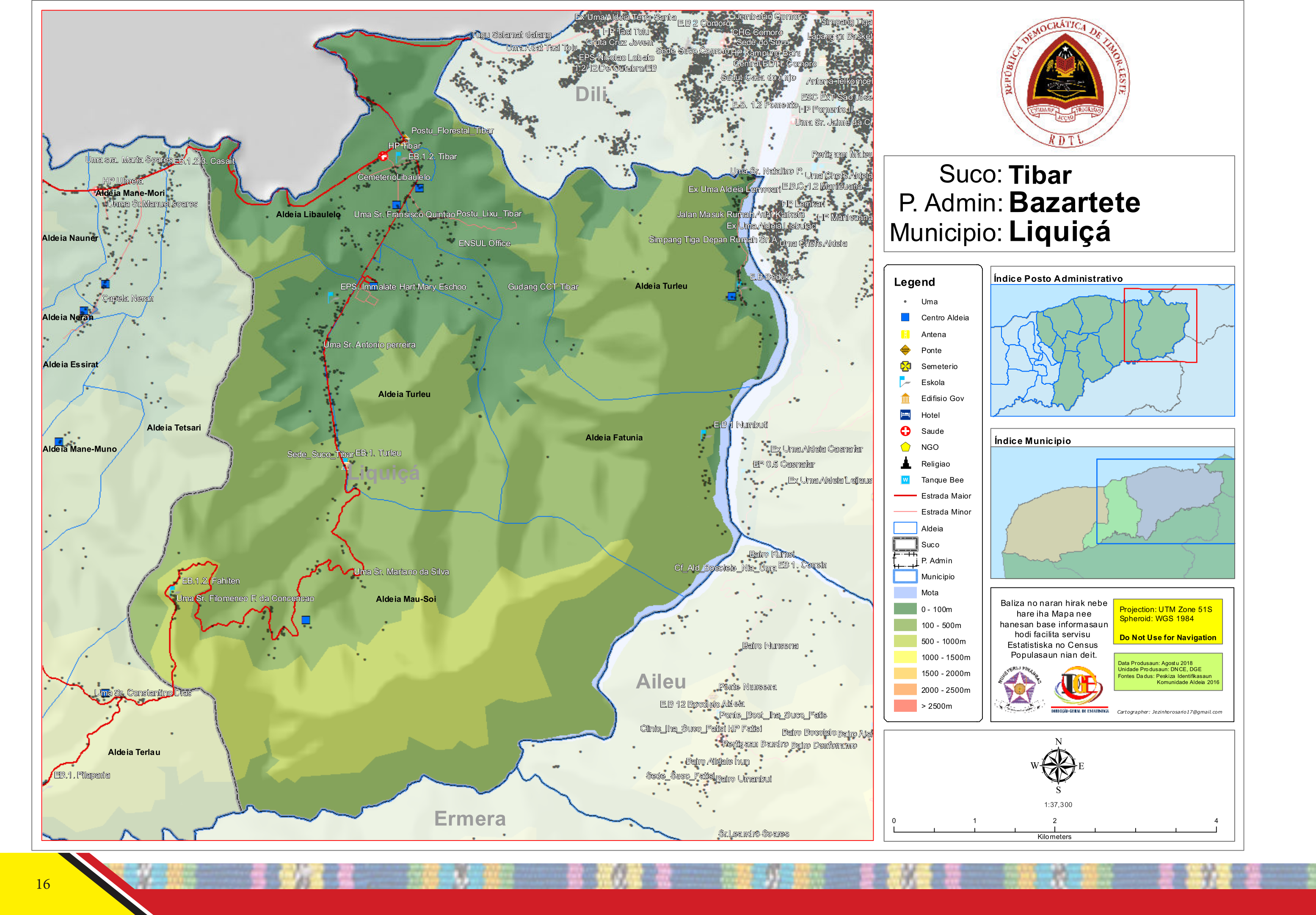
Der Suco Tibar

- Beduku
- Fahiten
- Husbuk
- Kampungbaru
- Numbuti
- Pokolo
- Rihiu
- Tibar
- Turleu (Turlio)

### SucoUlmera

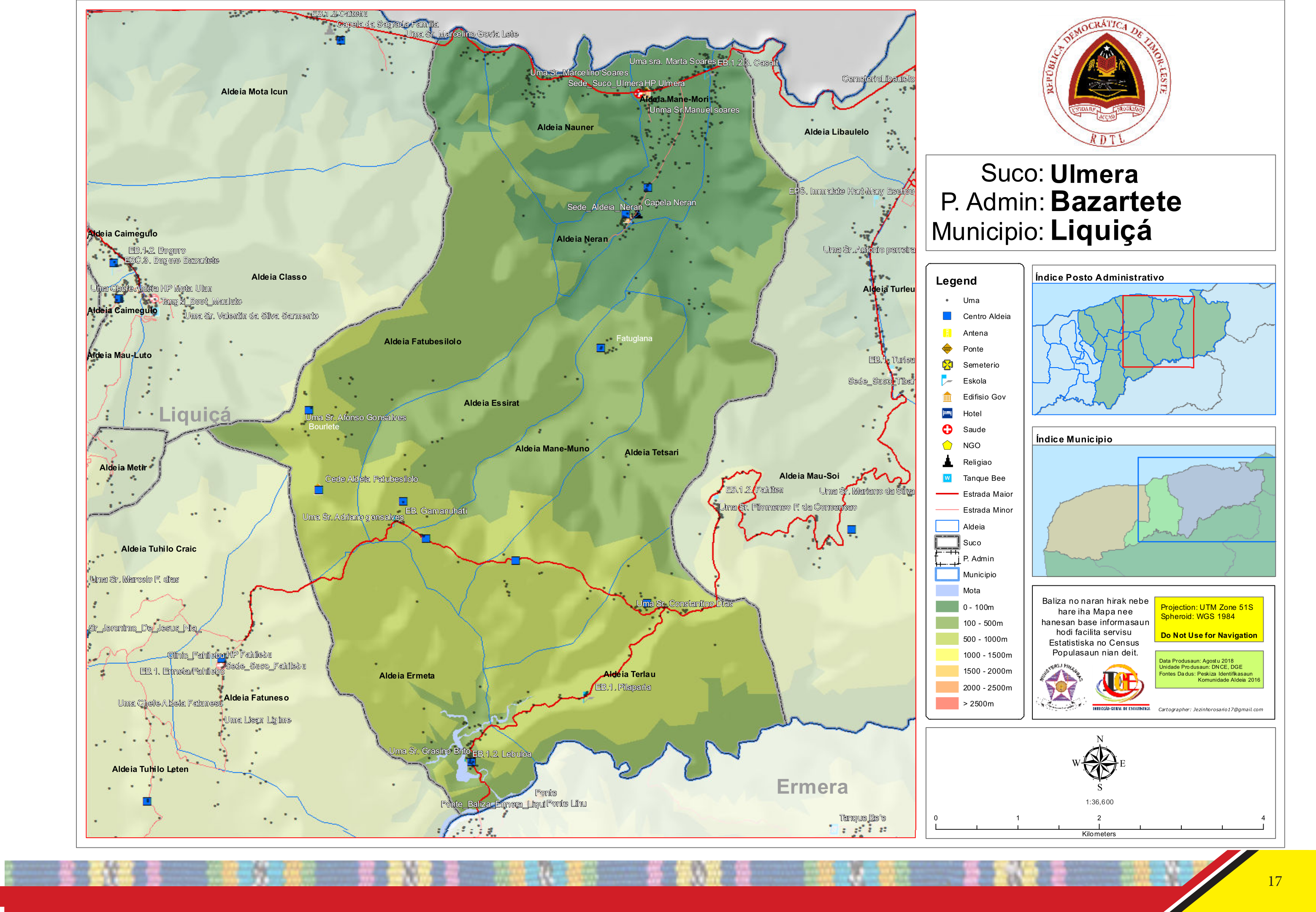
Der Suco Ulmera

- Besite
- Bourlete
- Cassait
- Claria
- Fatubesilolo
- Fatuglana
- Gamanuhati
- Gerohata
- Kampungbaru
- Lebuloa
- Marlolo
- Nasuto
- Neran
- Palem
- Pilaparia
- Tetsari

## VerwaltungsamtLiquiçá

### SucoAçumanu

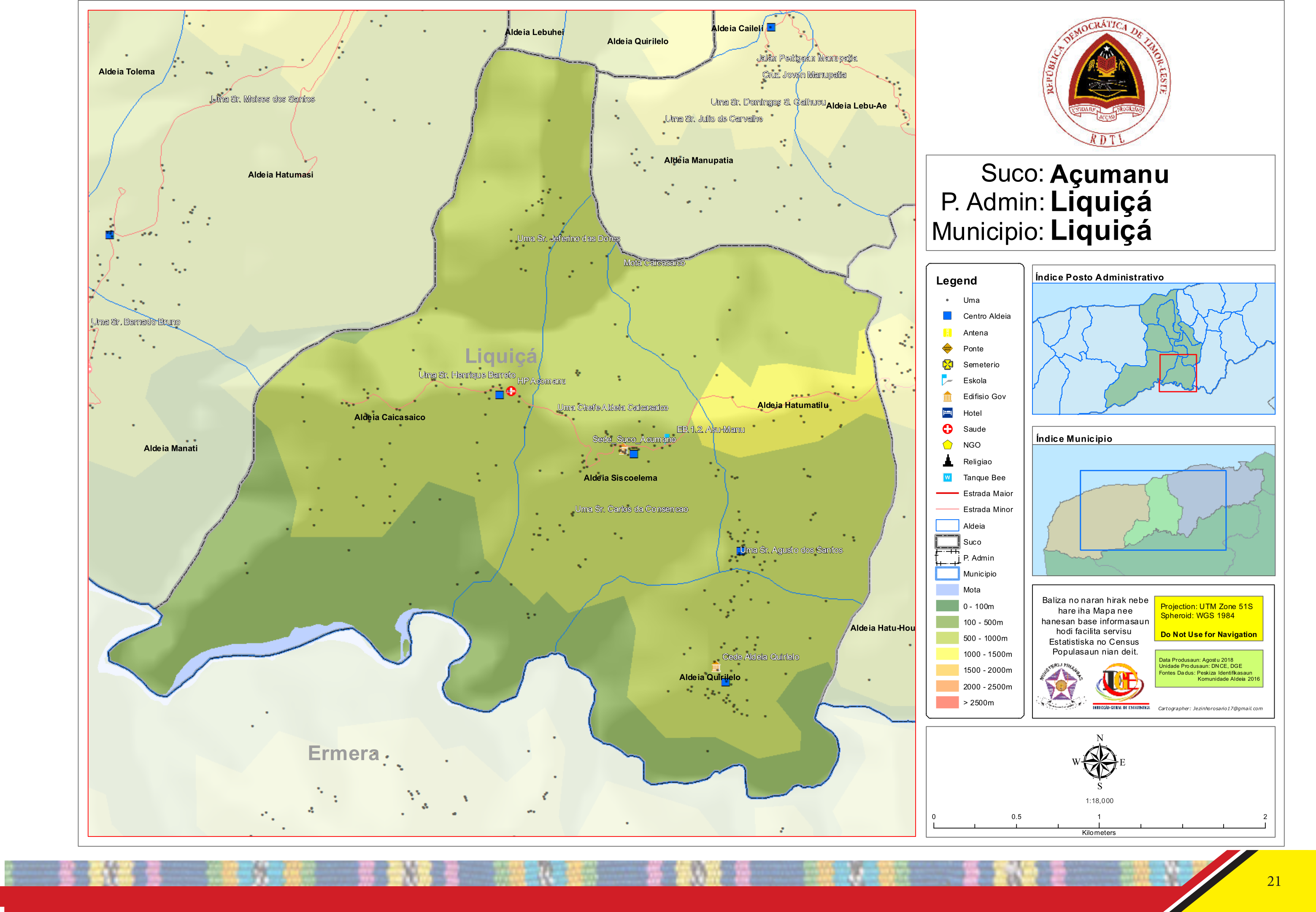
Der Suco Açumanu

- Boelema
- Caicasaico
- Hatumatilu
- Mangkir
- Quirilelo
- Siscoelema

### SucoDarulete

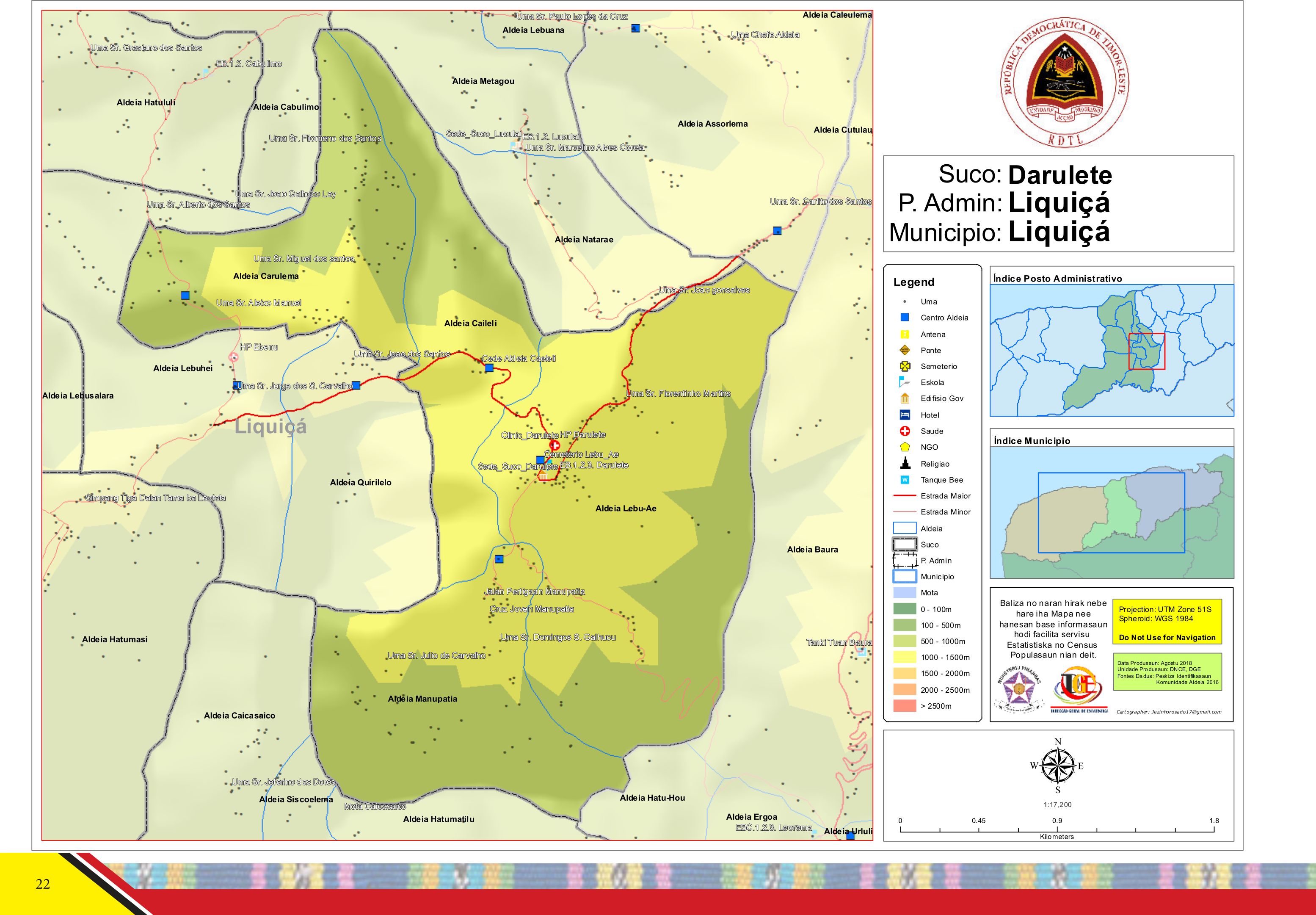
Der Suco Darulete

- Cabalema
- Caileli
- Carulema
- Fahate
- Lebu-Ae
- Manupatia
- Nunturi

### SucoDato

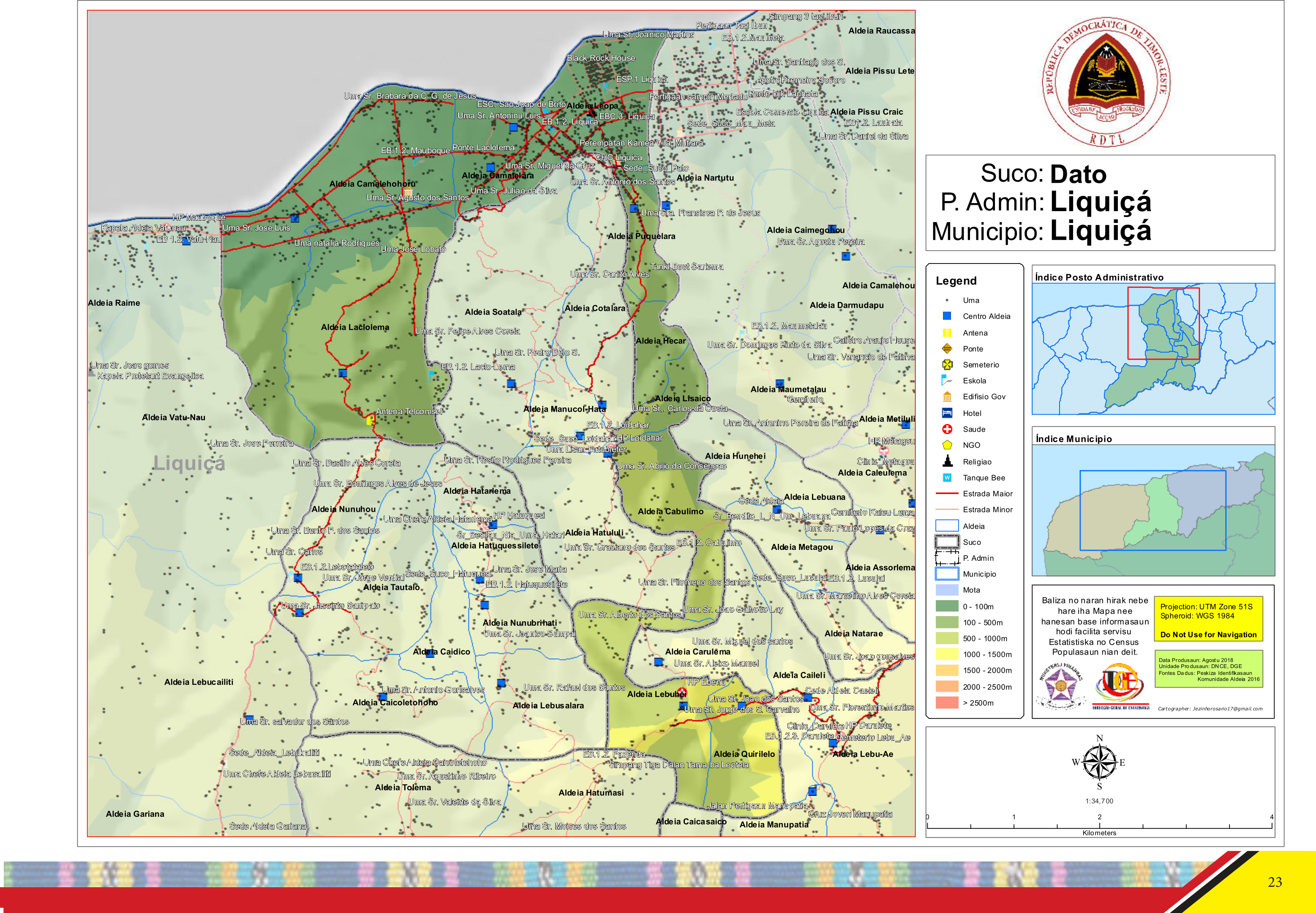
Der Suco Dato

- Cabuilimo (Nordteil)
- Hatarlema
- Laclolema
- Lebuhei
- Mauboque
- Quirilelo
- Vila de Liquiçá

### SucoHatuquessi

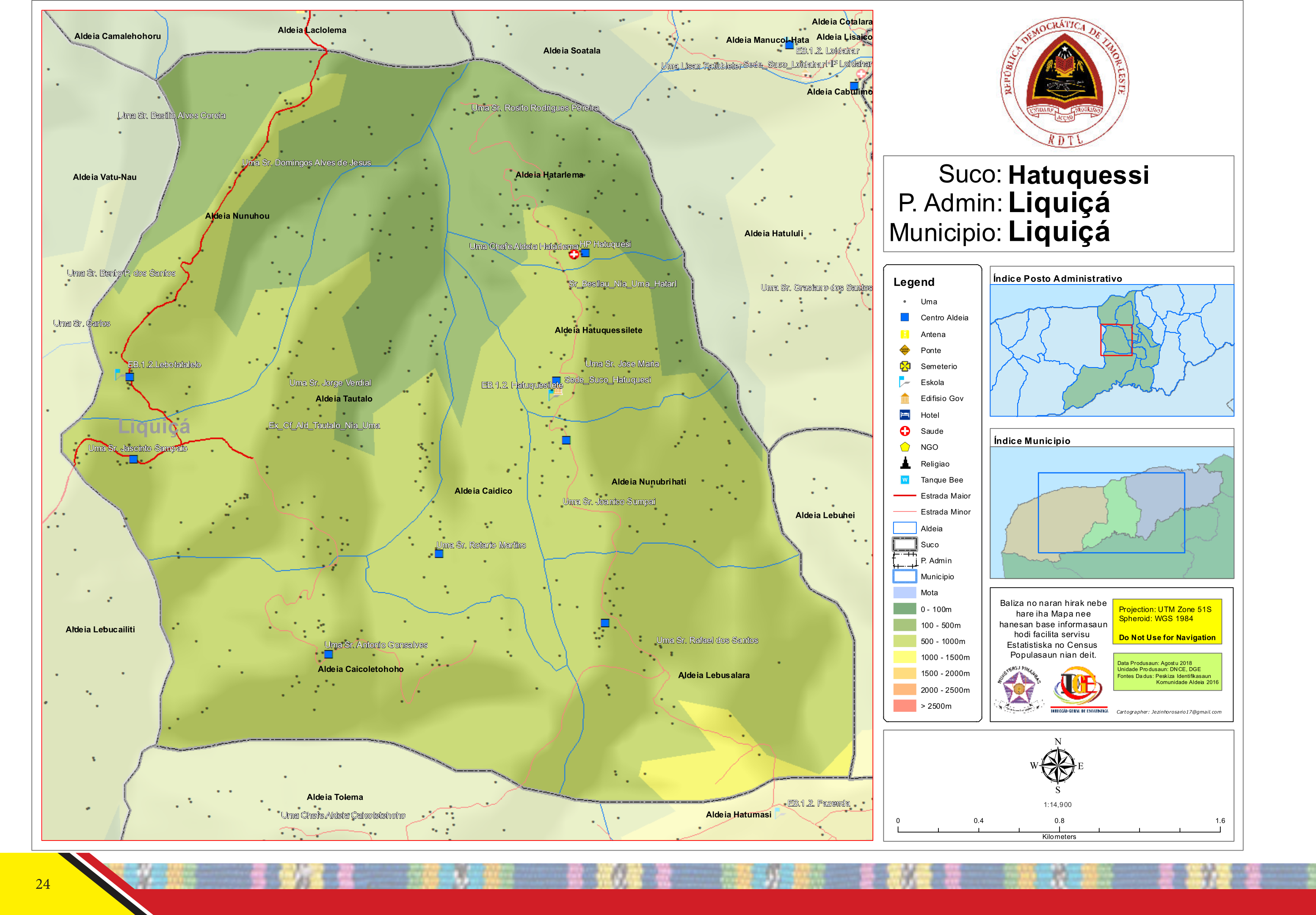
Der Suco Hatuquessi

- Caicoletohoho
- Caidico
- Hatarlema
- Hatuquessilete
- Lebotatalelo
- Lebusalara
- Nunubrihati
- Tautalo

### SucoLeotala

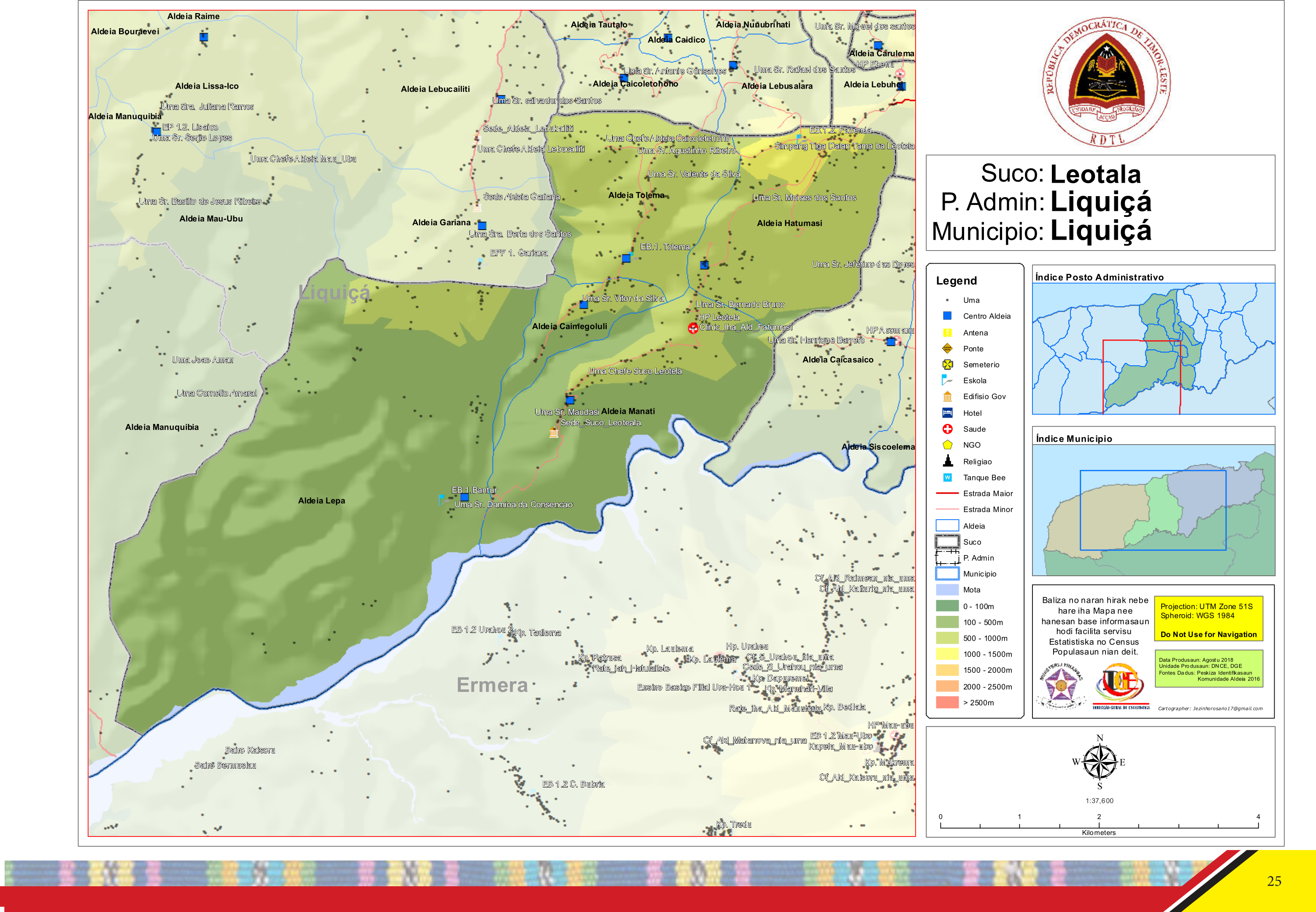
Der Suco Leotala

- Banitur
- Caimegoluli
- Fazenda
- Hatumasi
- Manati
- Tolema
- Vazetida Algar

### SucoLoidahar

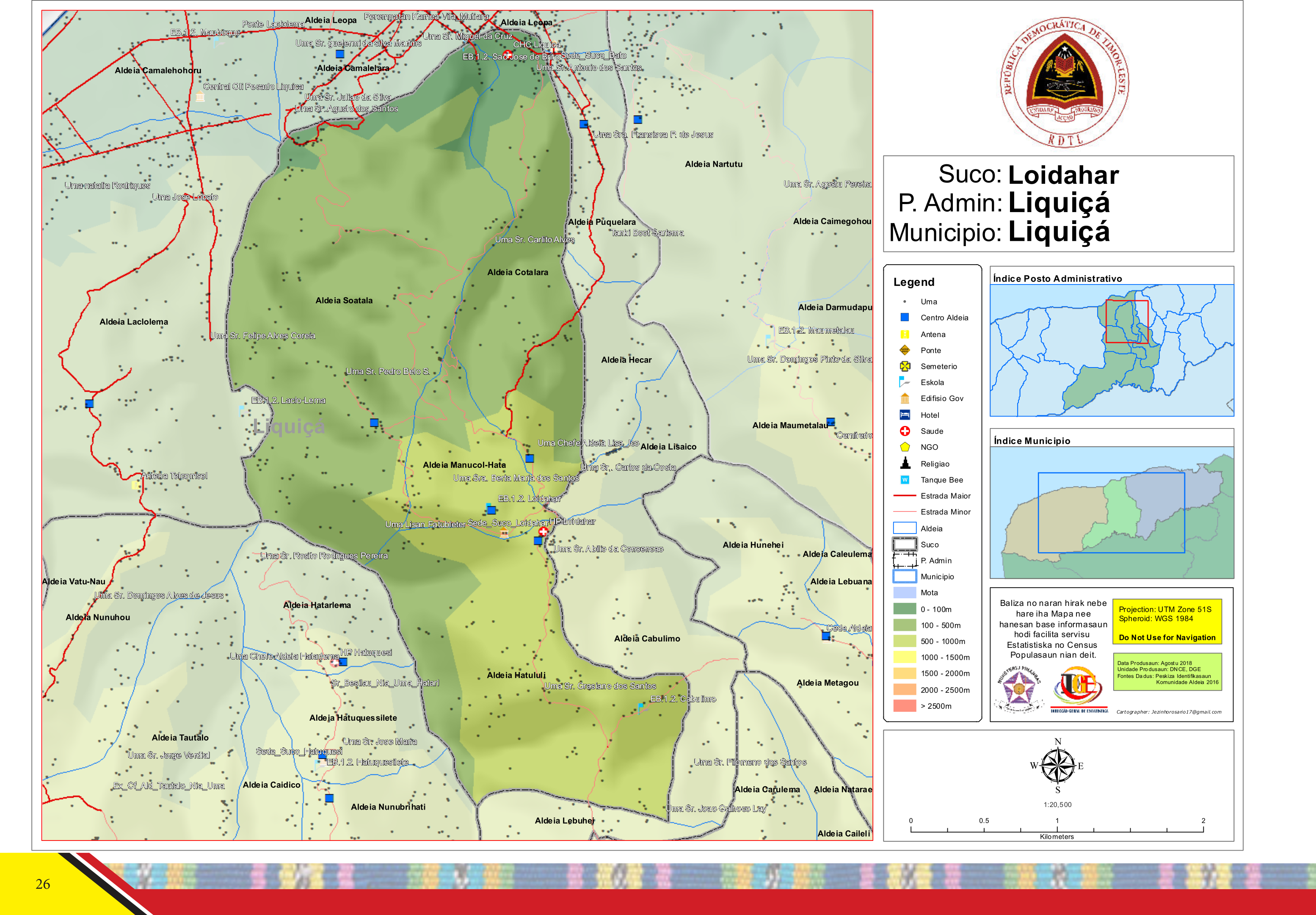
Der Suco Loidahar

- Cotalara
- Cabuilimo (Südteil)
- Hatululi
- Manucol-Hata
- Soatala

### SucoLuculai

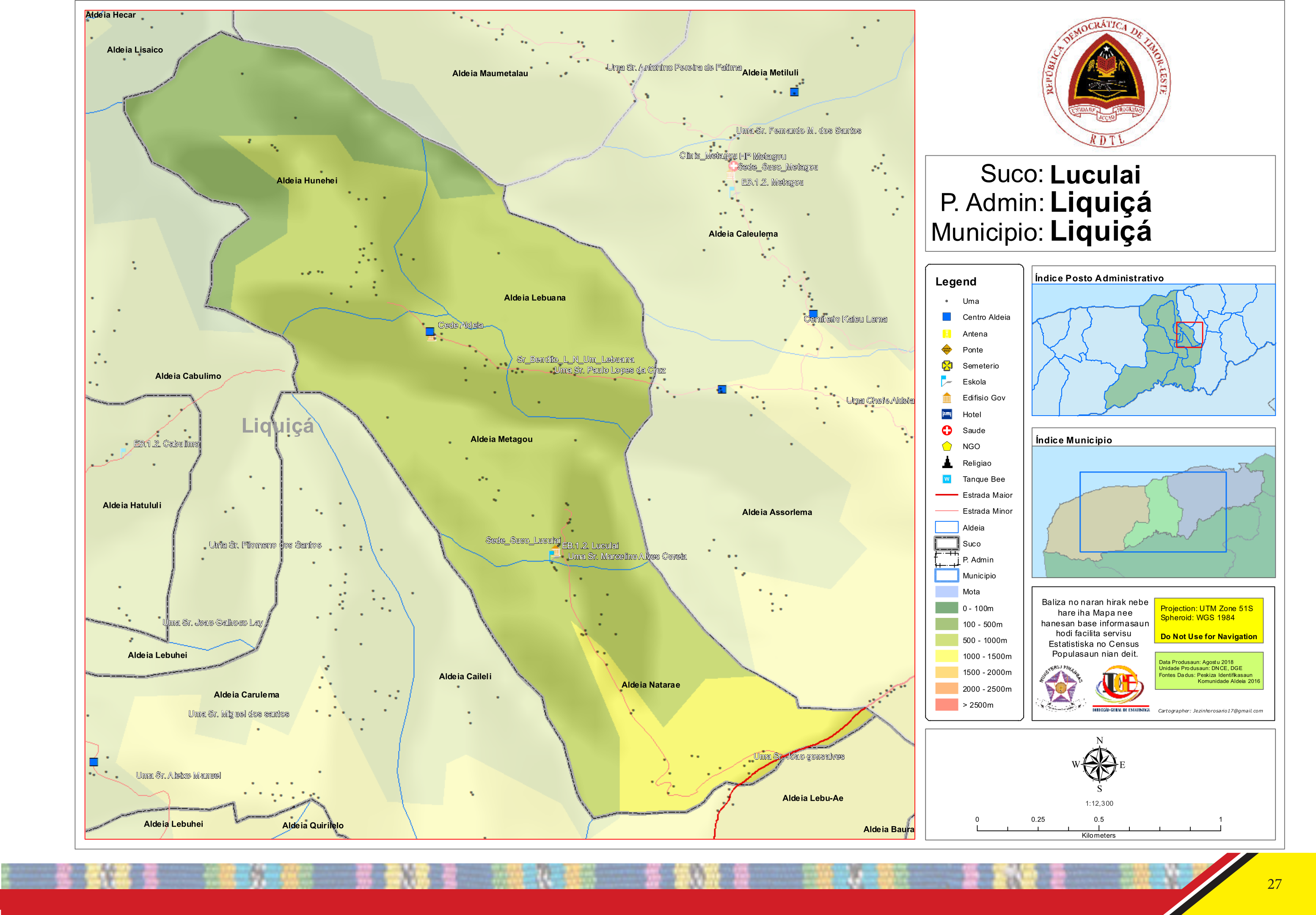
Der Suco Luculai

- Hunehei
- Lebuana
- Luculai
- Metagou
- Natarae

## VerwaltungsamtLoes

### SucoGuiço

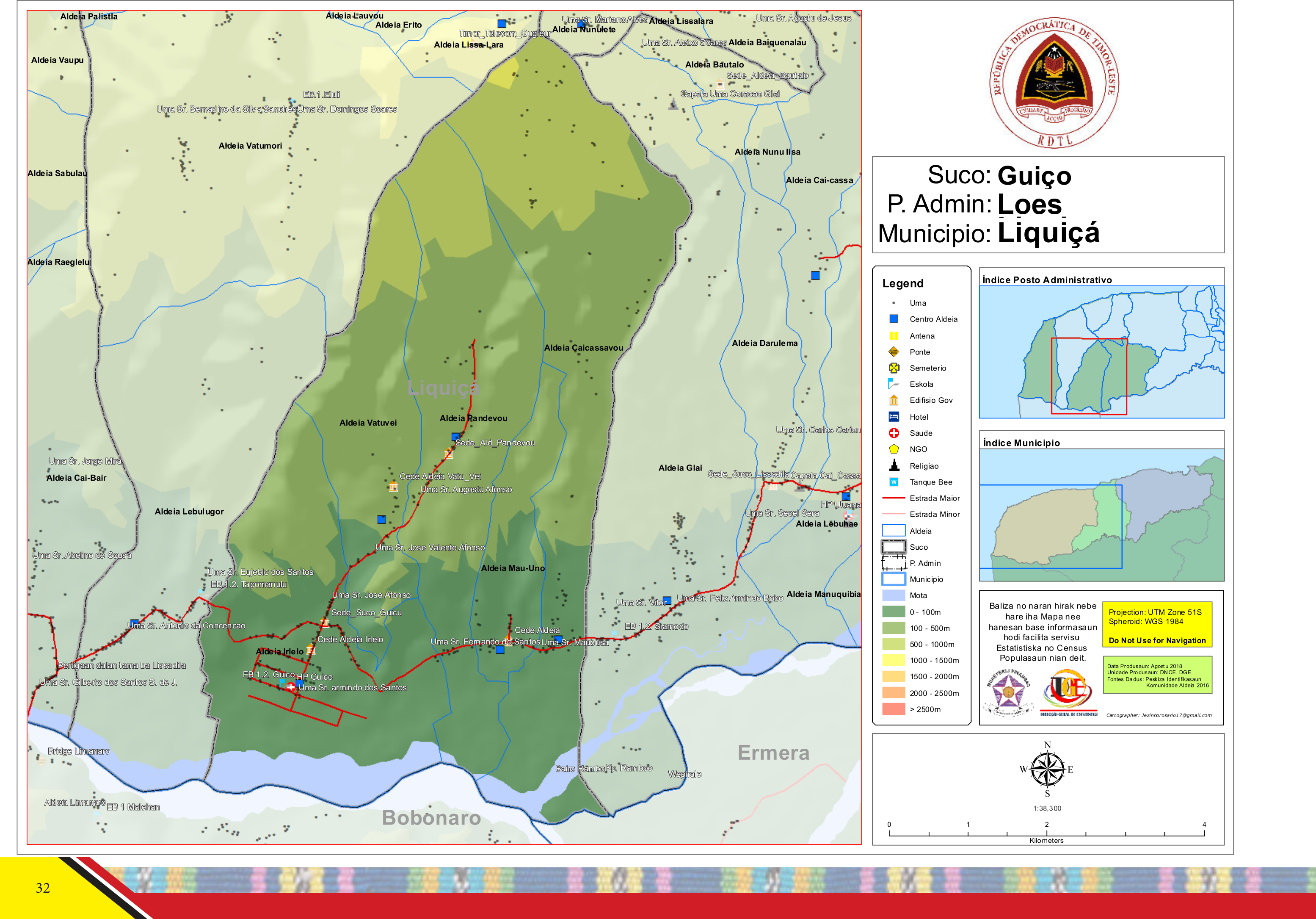
Der Suco Guiço

- Caicassavou (Caicassa-Vou, Kaikasa Vou)
- Ermeta
- Goulete
- Irlelo
- Pandevou
- Raimeda
- Vatu-Vei (Vatuvei)

### SucoLissadila

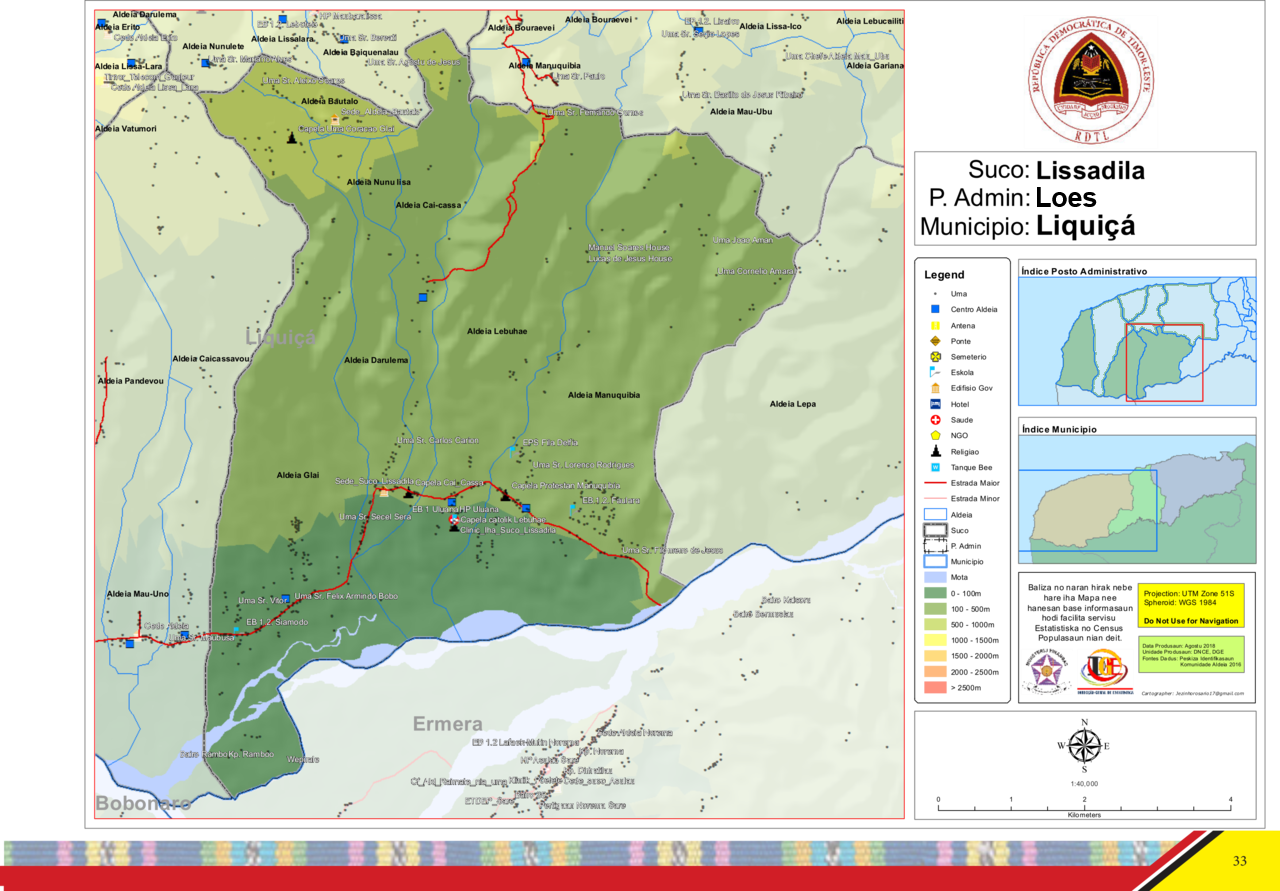
Der Suco Lissadila

- Bautalo
- Cai-Cassa (Kaikasa, Caicassa)
- Darulema
- Esloso
- Faulara
- Glai
- Lissadila
- Manuquibia
- Nunulisa (Nunu Lisa)
- Pelelo (Pelelor)
- Siamodo (Siamado)
- Ramboo
- Uluana (Uhiana)
- Wategan (Wategas)
- Wepirale

### SucoVatuboro

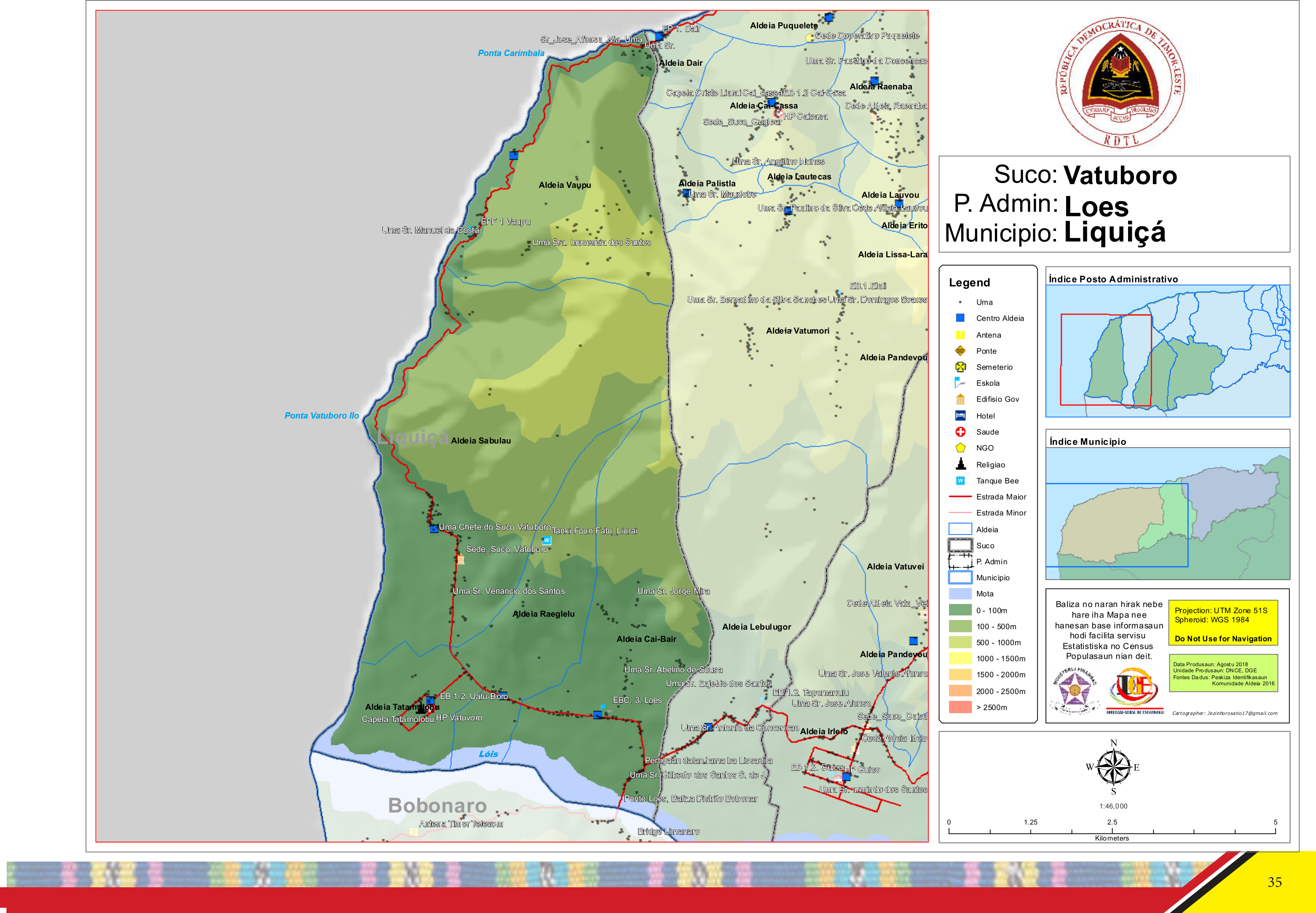
Der Suco Vatuboro

| Suco Vatuboro |                             |       |            |                             |       |
| Orte          | Position                    | Höhe  | Orte       | Position                    | Höhe  |
| Cai-Bair      | 8° 43′ 23″ S, 125° 8′ 28″ O | ?     | Fasili     | 8° 39′ 35″ S, 125° 6′ 52″ O | 536 m |
| Flarsima      | 8° 42′ 2″ S, 125° 6′ 28″ O  | 279 m | Gulumanu   | 8° 43′ 48″ S, 125° 6′ 19″ O | 0 m   |
| Kaibair       | 8° 41′ 31″ S, 125° 8′ 38″ O | 617 m | Kelisifo   | 8° 39′ 11″ S, 125° 7′ 8″ O  | 224 m |
| Leopalaka     | 8° 43′ 54″ S, 125° 8′ 11″ O | 40 m  | Raeglelu   | 8° 40′ 47″ S, 125° 7′ 45″ O | 720 m |
| Reiglelu      | 8° 43′ 39″ S, 125° 6′ 54″ O | 48 m  | Sabulau    | 8° 42′ 27″ S, 125° 6′ 39″ O | 171 m |
| Tobau         | 8° 39′ 45″ S, 125° 6′ 49″ O | 623 m | Varuleurai | 8° 43′ 0″ S, 125° 7′ 54″ O  | 186 m |
| Vaupu         | 8° 40′ 8″ S, 125° 8′ 9″ O   | 841 m | Vauviana   | 8° 39′ 38″ S, 125° 7′ 52″ O | 681 m |

## VerwaltungsamtMaubara

### SucoGugleur

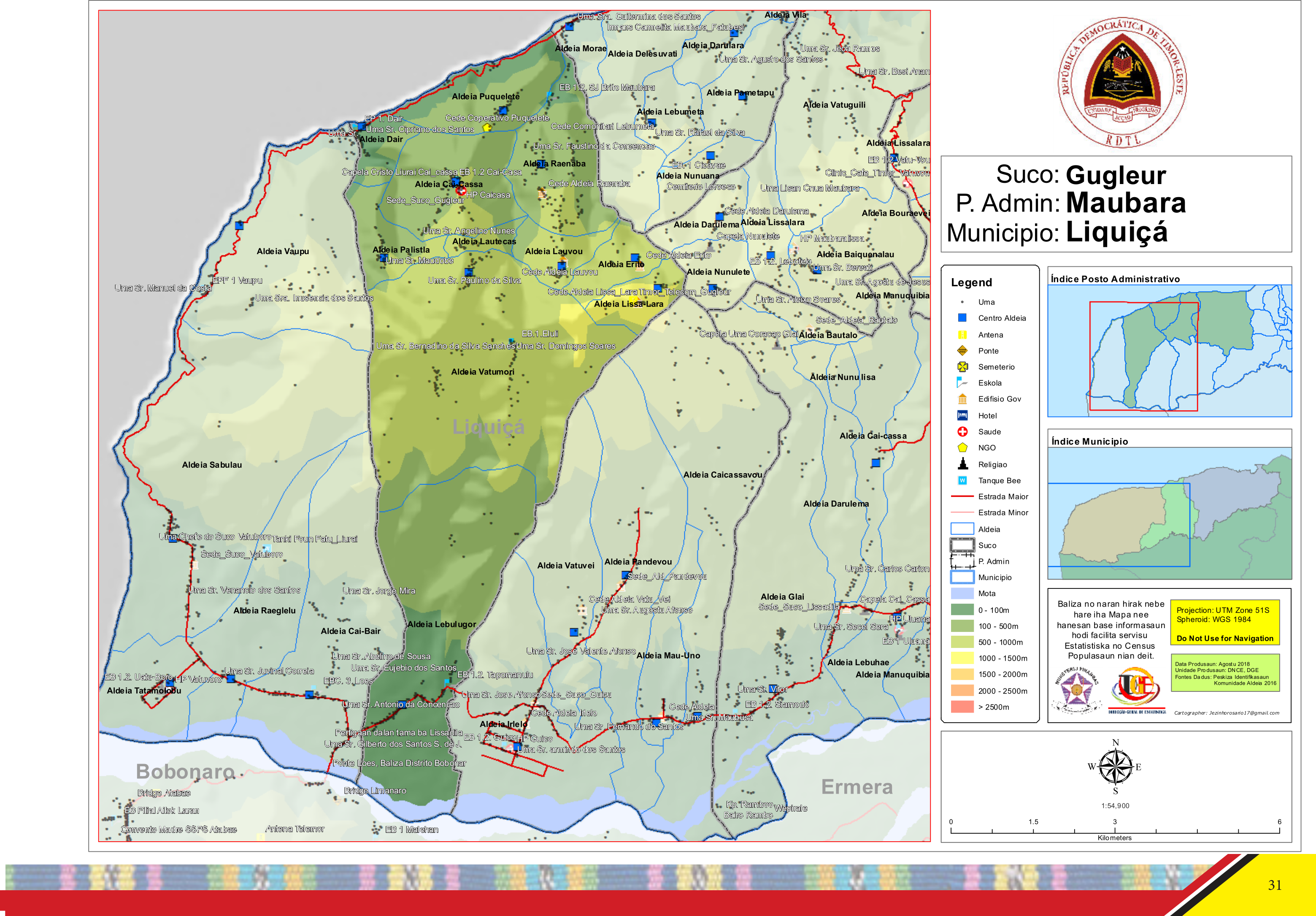
Der Suco Gugleur

- Cai-Cassa (Caicasa, Kaikasa)
- Dair
- Eluli
- Erito (Erilo)
- Kepelara (Kepelari)
- Lautecas (Lautekus, Lautekas)
- Lauvou (Lauvoo)
- Lissa-Lara (Lisalara)
- Palistla (Palistela)
- Puquelete (Pukelete)
- Raenaba
- Simarema
- Tapomanulu (Lebulugor)
- Vatumori (Vatu Mori)

| Suco Maubaralissa |                              |       |           |                              |       |
| Orte              | Position                     | Höhe  | Orte      | Position                     | Höhe  |
| Baiquenulau       | 8° 39′ 24″ S, 125° 12′ 37″ O | 662 m | Darulema  | 8° 39′ 55″ S, 125° 13′ 5″ O  | 603 m |
| Kemipu            | 8° 38′ 4″ S, 125° 13′ 10″ O  | 536 m | Laklema   | 8° 38′ 49″ S, 125° 12′ 3″ O  | 632 m |
| Lakmade           | 8° 38′ 30″ S, 125° 12′ 14″ O | 563 m | Lissalara | 8° 39′ 53″ S, 125° 12′ 12″ O | 710 m |
| Nunulete          | 8° 39′ 28″ S, 125° 11′ 36″ O | 841 m | Vatuguili | 8° 38′ 4″ S, 125° 12′ 45″ O  | 536 m |
| Vila              | 8° 36′ 28″ S, 125° 12′ 57″ O | ?     |           |                              |       |
| Suco Vaviquinia   |                              |       |           |                              |       |
| Orte              | Position                     | Höhe  | Orte      | Position                     | Höhe  |
| Darulara          | 8° 38′ 29″ S, 125° 11′ 24″ O | 578 m | Lebumeta  | 8° 38′ 6″ S, 125° 11′ 8″ O   | 459 m |
| Lebunicta         | 8° 37′ 55″ S, 125° 11′ 0″ O  | ?     | Maubara   | 8° 36′ 43″ S, 125° 12′ 22″ O | 16 m  |
| Morae             | 8° 37′ 9″ S, 125° 10′ 25″ O  | 66 m  | Nunuana   | 8° 38′ 47″ S, 125° 11′ 36″ O | 681 m |
| Pabalebu          | 8° 37′ 54″ S, 125° 12′ 8″ O  | 458 m | Pametapu  | 8° 38′ 22″ S, 125° 11′ 56″ O | 563 m |
| Raenaba           | 8° 37′ 22″ S, 125° 10′ 20″ O | ?     | Vavikinia | 8° 36′ 50″ S, 125° 12′ 26″ O | 164 m |

### SucoVatuvou

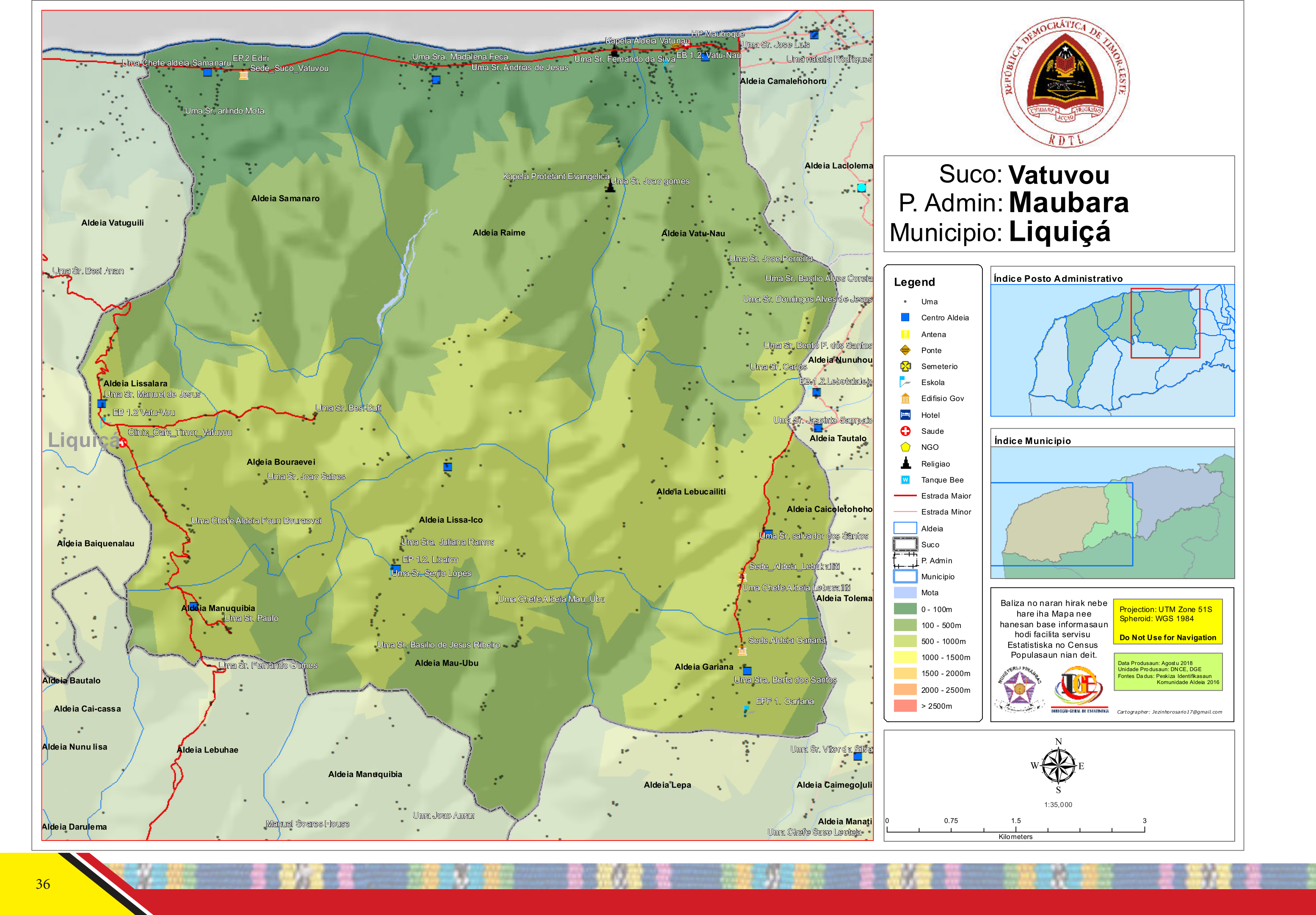
Der Suco Vatuvou

- Bouraevei
- Gariana
- Hataulete
- Hatunau
- Katnaulete
- Lauclau
- Lebulema
- Lissa-Ico
- Manuquibia
- Mauboque (Westteil)
- Melabua
- Raeme
- Samanaru
- Tolema
- Vatubau
- Vatu-Nau
- Vatuvou
- Vitanau

## Belege
Die Schreibweise der Ortsnamen folgt, sofern vorhanden, den Angaben zu den administrativen Einteilungen in:
- Jornal da Républica mit dem Diploma Ministerial n.° 199/09 (Memento vom 3. Februar 2010 im Internet Archive) (portugiesisch; PDF; 323 kB)

Die Liste der Ortschaften wird mit folgenden Karten erstellt:
- Timor-Leste GIS-Portal (Memento vom 30. Juni 2007 im Internet Archive)
- UNMIT Karten der Distrikte 2008

Bei unterschiedlicher Schreibweise der Ortsnamen, wird den Angaben des GIS-Portals gefolgt. Die anderen Schreibweisen für einzelne Orte finden sich in den Artikel zu den einzelnen Sucos des Landes.
Die Meereshöhen und Koordinaten wurden entnommen von:
- Global Gazetteer Version 2.2: Directory of Cities, Towns, and Regions in East Timor

Bei Global Gazetteer aufgeführte Orte, die nicht durch eine Karte bestätigt sind, werden nicht mit in die Liste aufgenommen.
Koordinaten, die nicht bei Global Gazetteer aufgeführt sind, werden mit Hilfe von Google Maps ermittelt.
1. 1 2 3 4  Google Maps

- Karte mit allen Koordinaten:
- OSM |
- WikiMap